# Йоган Генрік Чельгрен
Йоган (Юхан) Генрік Чельгрен (Йоган-Генрік Келльгрен, швед. Johan Henric Kellgren; 1 грудня 1751, провінція Вестергетланд — 20 квітня 1795, Стокгольм) — шведський поет і драматург.

## Біографія
Навчався в університеті Або (нині Турку) у Фінляндії, яка входила тоді до складу Швеції.
Повернувся в Стокгольм у 1777. Був улюбленцем короля Густава III, разом з яким написав трагедію «Королева Христина». Його трагедії і поеми написані почасти під впливом переживань французького класицизму і страждають умовністю і риторичністю; в деяких з них, однак, він встиг звільнитися від французького впливу. Найбільш відомі його трагедії: «Густав Васа», «Густав-Адольф», сатиричні поеми: «Mina Cöjeu» («Мої глузування»), «Ljusets fiender», патріотична пісня «Cantaten den 1 Januar 1789» тощо. Його зібрання його творів «Samlade Skrifter» видані в 1796, 1860 і 1884—1885 роках (Уппсала).